# 布尔 (加来海峡省)
布尔（法語：Bours，法語發音：[buʁ]）是法国上法蘭西大區加来海峡省的一个市镇，属于阿拉斯区。

## 地理
布尔（50°27'12"N, 2°24'36"E）面积11.84 平方千米，位于法国上法蘭西大區加来海峡省，该省份为法国北部沿海省份，西北濒北海，南至索姆省，东临北部省。
与布尔接壤的市镇（或旧市镇、城区）包括：马雷、普雷西、唐格里、拉蒂约卢瓦、瓦吕翁、布里亚、康布兰沙特兰、迪耶瓦勒。

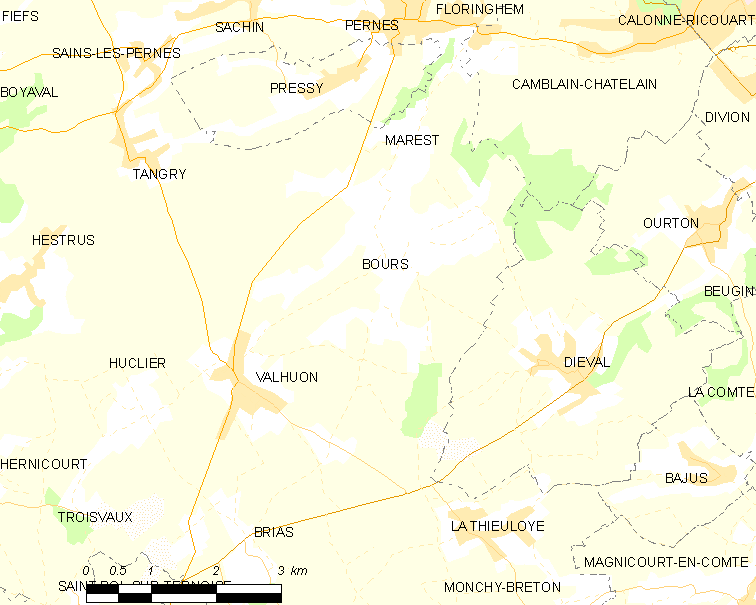
的OSM定位图

布尔的时区为UTC+01:00、UTC+02:00（夏令时）。

## 行政
布尔的邮政编码为62550，INSEE市镇编码为62166。

## 政治
布尔所属的省级选区为泰努瓦斯河畔圣波勒县。

## 人口

1962-2008年间人口变化图示

布尔于2022年1月1日时的人口数量为588人。